# Titanic (film 2001)
Titanic (wł. Titanic - La leggenda continua, ang. Titanic: The Legend Goes On...) – włoski film animowany z 2001 roku w reżyserii Camillo Teti, premiera w Polsce odbyła się 16 marca 2001 roku. W Polsce funkcjonują różne tytuły filmu, m.in. Titanic – legenda trwa, bądź Titanic – koniec legendy. Film został negatywnie odebrany zarówno przez krytyków jak i przez widzów.

## Fabuła
W Wielkiej Brytanii 1912 roku pochodząca z klasy robotniczej Angelica Pickering musi służyć chciwej i przebiegłej wdowie Getrudzie i jej dwóm córkom Berenice i Ortensii. Angelica wierzy, że kiedyś odnajdzie swoją matkę. Udają się one w podróż do Ameryki jako pasażerki transatlantyckiego parowca pasażerskiego „Titanic”. Na pokładzie statku znajdują się m.in. międzynarodowa oszustka Amalia ze swymi pomagierami Dirkiem i Kirkiem, ścigający ich nowojorski detektyw policji Sam Bradbury, zubożały bankier Jeremy McFlannel, Winnie udająca bogaczkę w celu znalezieniu męża, przedstawicielka bogatego rodu Rhonda Fanderfonk z wnukami i znana śpiewaczka Molly Harte. W ładowni przebywają zwierzęcy pasażerowie wśród których są szwedzka rodzina myszy, sroka Hector o skłonnościach kleptomańskich, zespół meksykańskich myszy czy odpowiadający za bezpieczeństwo zwierząt terier Fritz.
Przechodząc korytarzem pierwszej klasy Angelica trafia na Williama Greensfielda, młodego potomka szkockiej rodziny szlacheckiej, planującego rozpocząć w Ameryce biznes budowlany. Towarzyszą mu jego sekretarz Francuz Gastone i dawna niania Denise, która straciła w przeszłości córkę. Angelica i William są sobą zauroczeni. Tymczasem Gastone zakochuje się w Molly, co nie podoba się jej dalmatyńczykom i konkurującemu z nim Stockardowi, pierwszemu oficerowi „Titanica”. Angelica gubi swój medalion, jedyną rzecz po matce. Pablito, najmłodszy z myszy postanawia jej pomóc w znalezieniu zguby widząc jej dobroć wobec zwierząt. Medalion znalazł niczego świadomy Gastone, który wręcza go Molly. W międzyczasie Dirk i Kirk próbują skraść fałszywą biżuterię Winnie, ale przeszkadza im w tym jej spaniel Flopsy.
William ponownie się widząc z Angelicą prosi ją o spotkanie na przyjęciu wieczornym. Angelica ma obawy, bo ukrywa, że jest pasażerką trzeciej klasy. Z nakazu Fritza wszystkie zwierzęta angażują się w znalezienie medalionu. Starają im się w tym przeszkodzić Geoffrey, kot Gertrudy i Tygrysek, chihuahua Amalii. Medalion znajdują dalmatyńczyki i za pośrednictwem Hectora zostaje przekazany Angelice. Na przyjęciu wieczornym Molly zgłasza kradzież medalionu i rozpoznaje go na Angelice. Gastone będąc lojalnym wobec Williama zapewnia o niewinności Angelici. Stockard, wcześniej poinformowany przez Angelicę o zaginionym medalionu i chcąc pogrążyć konkurenta, mówi im że zguba wróciła do prawowitego właściciela. Molly porzuca Gastone’a biorąc go za złodzieja.
Angelica i William wreszcie wyznają sobie miłość i prawdę o sobie. Gertruda i jej córki chcą się z nią rozmówić, ale przeszkadza w tym Pablito. Szczęście w miłości znajduje Winnie z Jeremym również szukającym bogatej żony. Pod pokładem zwierzęta organizują własny bal świętując szczęście Angelici. Tymczasem Titanic zderza się górą lodową i zaczyna tonąć. William zbiega na dolne pokłady, by odnaleźć Angelicę. Pasażerowie trzeciej klasy są powstrzymywani przez Stockarda. Po naciskach Williama Stockard pozwala na ratunek tylko kobietom i dzieciom. Na pokładzie decydują zostać Molly dającej otuchy swym śpiewem oraz Winnie i Jeremy. Gastone podszywając się pod marynarza dostaje się do łodzi ratunkowej. Stockard tchórzliwie wypycha jednego z oficerów, by zająć jego miejsce w innej łodzi.
Do tej samej łodzi ratunkowej udaje się dostać Angelice, jej współpasażerce Victorii, jej wnukom i Denise. Inną łodzią odpływają Amalia, Dirk, Kirk i Fanderfonkowie. Odpływając widzą tonący Titanic z ginącymi ludźmi. Tam William ratuje chłopca i wrzuca go na wracającą łódź, ale z powodu zaplątania się w linę nie jest wejść. Tymczasem myszom, psom, Geoffreyowi i Hectorowi też udaje przeżyć dzięki pomocy delfinom. Denise rozpoznaje naszyjnik Angelici i okazuje się być jej zaginioną matką, która zmuszona była ją oddać do adopcji z powodu biedy. Zauważają ciało dryfujące na wodzie i nie bacząc na sprzeciwy Stockarda je wyławiają. Jest nim Bradbury, który ustawia do pionu Stockarda. W ostatniej chwili z wody zostaje wyciągnięty William.
Po dotarciu do Nowego Jorku Flopsy i Fritz zostają psami policyjnymi pod okiem Bradbury’ego, dzięki któremu Amalia trafia do więzienia, Kird i Dirk żenią się z Berenice i Ortensią ku rozpaczy Gertrudy, Gastone zostaje służącym Rhondy, myszy i Hector zamieszkują u ocalonego przez nich kucharza, a Angelica i William pobierają się i adoptują dalmatyńczyki zmarłej Molly żyjąc długo i szczęśliwie.

## Obsada głosowa
| Postać                   | Wersja włoska         | Wersja angielska       |
| ------------------------ | --------------------- | ---------------------- |
| Angelica Pickering       | Francesca Guadagno    | Lisa Russo             |
| William                  | Francesco Pezzulli    | Mark Thompson-Ashworth |
| Pablito                  | Letizia Ciampa        | Caroline Yung          |
| Gertruda Pickering       | Valeria Perilli       | Gisella Mathews        |
| Denise                   | Aurora Cancian        | Susan Spafford         |
| Gastone                  | Lucio Saccone         | Jacques Stany          |
| Berenice Pickering       | Claudia Pittelli      | Silva Belton           |
| Ortensia Pickering       | Eliana Lupo           | Bianca Ara             |
| Victoria                 | Graziella Polesinanti | Jill Tyler             |
| Amalia                   | Stefania Romagnoli    | Veronica Wells         |
| Kirk                     | Luigi Ferraro         | Clive Riche            |
| Dirk                     | Diego Reggente        | Doug Meakin            |
| Sam Bradbury             | Mino Caprio           | Mickey Knox            |
| Molly Harte              | Antonella Giannini    | Pat Starke (dialogi)   |
| Molly Harte              | Antonella Giannini    | Liz Callaway (śpiew)   |
| pierwszy oficer Stockard | Stefano Mondini       | David Brandon          |
| Hector                   | Christian Iansante    | brak danych            |
| Fritz                    | Bobby Solo            | Gregory Snegoff        |
| Geoffrey                 | Fabrizio Mazzotta     | Gregory Snegoff        |
| Tygrysek                 | brak danych           | brak danych            |
| Danny                    | Corrado Conforti      | brak danych            |
| Flopsy                   | Paolo Lombardi        | brak danych            |
| Jeremy McFlannel         | brak danych           | Edmund Purdom          |
| kapitan Smith            | Pieraldo Ferrante     | Kenneth Belton         |
| Rhonda Fanderfonk        | Flora Carosello       | brak danych            |
| Rob Fanderfonk           | brak danych           | brak danych            |
| Barbara Fanderfonk       | brak danych           | brak danych            |

Źródło:

## Wersja polska[4]
Opracowanie: Paanfilm Studio

Reżyseria: Jowita Gondek

Dialogi: Bożena Intrator

Producent: Dariusz Zawiślak

Wystąpili:
- Ewelina Żak
- Anna Maria Chrostowska
- Borys Szyc
- Marek Żerański
- Marta Zygadło
- Andrzej Andrzejewski
- Sylwia Gliwa
- Dariusz Zawiślak
- Ewa Szykulska
- Sławomir Holland

Wykonanie piosenek:
- „Impreza u psa” – Borys Szyc
- „Ciągle śniłam” – Izabela Trojanowska

## Produkcja
Istnieją dwie wersje angielskie z tą samą obsadą głosową. Na rynek międzynarodowy powstała skrócona wersja i ponownie zmontowana. Wersja ta zawiera część zmienionych głosów, całe sceny zmontowano w innej kolejności, usunięto, ponownie wykorzystano lub umieszczono przed innymi scenami, a także zastosowano inną ścieżkę dźwiękową i piosenki, autorstwa Matta McGuire’a.

## Odbiór
Titanic został negatywnie odebrany zarówno przez krytyków jak i przez widzów. Z powszechną krytyką oceniono scenariusz, wybranie katastrofy „Titanica” jako fabułę filmu dla dzieci, skopiowanie fabuły Titanica (1997) Jamesa Camerona, jak i różnych filmów animowanych Walt Disney Animation Studios, Warner Bros. i Dona Blutha. Film porównuje się z Legendą Titanica (1999), inną włoską animacją o „Titanicu” i zwykle jest od niej lepiej oceniany, chociażby za przyznanie się że w czasie katastrofy ginęli ludzie. Także wersja oryginalna jest lepiej oceniana niż międzynarodowa będąc bardziej bardziej spójnym produktem.